# Черноспинная питта
Черноспинная питта (лат. Pitta superba) — вид птиц из семейства питтовых. Эндемик острова Манус.

## Описание
В длину достигает 22 см, включая хвост. Птицы выглядят довольно пухлыми и массивными, с короткими крыльями и хвостом, сильными ногами, удлинённой головой и клювом. Окраска головы, спины, груди, боков, хвоста и крыльев чёрная, с отчётливыми зеленоватыми тонами на последних (на которых также видны ярко-голубые остатки и кроющие); брюхо и подхвостье красные. Самка немного меньше по размеру и имеет более тусклое оперение, чем самец: у обоих полов клюв черноватый, ноги телесного цвета, глаза коричневые.

## Биология
Ведут дневной образ жизни, одиночные птицы, очень пугливые и сдержанные, но в то же время чрезвычайно территориальные по отношению к сородичам: большую часть дня они проводят, осторожно передвигаясь в густом подлеске, в поисках пищи.
Рацион состоит в основном из улиток (которых многократно бьют о камень, чтобы разбить их раковину) и дождевых червей: по возможности в него добавляют насекомых и других мелких беспозвоночных.
Размножение этого вида до сих пор не описано в природе, но считается, что оно не сильно отличается по способу и срокам от схемы, которой придерживаются другие виды питт.

## Распространение и среда обитания
Эндемик острова Манус, расположенного к северу от Папуа — Новой Гвинеи. Обитает в первичных и вторичных тропических и бамбуковых лесах на высоте до 200 м над уровнем моря, возможно, вблизи пресноводных ручьёв.
Из-за продолжающейся потери среды обитания, ограниченного ареала и небольшого размера популяции этот вид оценен как находящийся под угрозой исчезновения в Красной книге МСОП.